# IC 62
IC 62 је спирална галаксија у сазвјежђу Рибе која се налази на листи објеката дубоког неба у Индекс каталогу.
Деклинација објекта је + 11° 48' 30" а ректасцензија 0h 58m 44,0s. Привидна величина (магнитуда) објекта IC 62 износи 14,1 а фотографска магнитуда 15,0. IC 62 је још познат и под ознакама UGC 606, MCG 2-3-21, CGCG 435-29, PGC 3507.